# Équipe cycliste HB Alarmsystemen
HB Alarmsystemen est une équipe cycliste professionnelle néerlandaise créée en 1979 et disparue à l'issue de la saison 1981. Elle participe notamment au Tour d'Espagne en 1980 et en 1981.

## Histoire de l'équipe
L'équipe HB Alarmsystemen est créée à partir de la saison 1979. Elle disparaît à l'issue de la saison 1981.

## Effectif

### 1979
| Effectif 1979                        | Effectif 1979     | Effectif 1979 | Effectif 1979                       |
| Cycliste                             | Date de naissance | Pays          | Équipe précédente                   |
| ------------------------------------ | ----------------- | ------------- | ----------------------------------- |
| Jan Breur (1 mai–31 déc.)            | 23 décembre 1951  | Pays-Bas      |                                     |
| Richard Bukacki (28 mai–31 déc.)     | 23 mai 1946       | Pays-Bas      | Mini-Flat–Boule d'Or–Colnago (1978) |
| Wim de Ruiter (15 avr.–31 déc.)      | 15 juin 1951      | Pays-Bas      |                                     |
| Roelof Groen (15 avr.–31 déc.)       | 17 août 1952      | Pays-Bas      |                                     |
| Wim Jeremiasse (2 juin–31 déc.)      | 6 avril 1956      | Pays-Bas      |                                     |
| Aldert Jongkind (15 avr.–31 déc.)    | 4 janvier 1940    | Pays-Bas      |                                     |
| Hans Langerijs (15 avr.–31 déc.)     | 14 janvier 1953   | Pays-Bas      |                                     |
| Gérard Mak (15 avr.–31 déc.)         | 24 novembre 1953  | Pays-Bas      |                                     |
| Co Moritz (2 juin–31 déc.)           | 6 juin 1951       | Pays-Bas      |                                     |
| Hennie Peels (2 juin–31 déc.)        | 28 décembre 1943  | Pays-Bas      |                                     |
| Theo Smit (15 avr.–31 déc.)          | 5 avril 1951      | Pays-Bas      |                                     |
| Johan van der Meer (15 avr.–31 déc.) | 16 novembre 1954  | Pays-Bas      |                                     |
| Peter Zijerveld (2 juill.–31 déc.)   | 16 mars 1955      | Pays-Bas      |                                     |
| Ton Zuiker (15 avr.–31 déc.)         | 30 décembre 1946  | Pays-Bas      |                                     |
|                                      |                   |               |                                     |
| Source : Cycling Archives            |                   |               |                                     |

note: Jan Breur

### 1980
| Effectif 1980             | Effectif 1980     | Effectif 1980 | Effectif 1980                          |
| Cycliste                  | Date de naissance | Pays          | Équipe précédente                      |
| ------------------------- | ----------------- | ------------- | -------------------------------------- |
| Jan Aling                 | 24 juin 1949      | Pays-Bas      | Marc Zeep Savon-Superia (1979)         |
| Richard Bukacki           | 23 mai 1946       | Pays-Bas      | Glemp-T.J. Cycles-Sunair-Heylen (1979) |
| Wim de Ruiter             | 15 juin 1951      | Pays-Bas      |                                        |
| Roelof Groen              | 17 août 1952      | Pays-Bas      |                                        |
| Martin Havik              | 15 décembre 1955  | Pays-Bas      | TI-Raleigh-McGregor (1979)             |
| Jos Lammertink            | 28 mars 1958      | Pays-Bas      |                                        |
| Co Moritz                 | 6 juin 1951       | Pays-Bas      |                                        |
| Heddie Nieuwdorp          | 28 mars 1956      | Pays-Bas      |                                        |
| Herman Ponsteen           | 27 mars 1953      | Pays-Bas      |                                        |
| Johan van der Meer        | 16 novembre 1954  | Pays-Bas      |                                        |
| Wies van Dongen           | 8 octobre 1957    | Pays-Bas      |                                        |
| Ad Van Peer               | 31 août 1955      | Pays-Bas      |                                        |
| Jan van Tilborg           | 25 mai 1953       | Pays-Bas      |                                        |
| Peter Zijerveld           | 16 mars 1955      | Pays-Bas      |                                        |
|                           |                   |               |                                        |
| Source : Cycling Archives |                   |               |                                        |

### 1981
| Effectif 1981                              | Effectif 1981     | Effectif 1981 | Effectif 1981                        |
| Cycliste                                   | Date de naissance | Pays          | Équipe précédente                    |
| ------------------------------------------ | ----------------- | ------------- | ------------------------------------ |
| Roelof Groen                               | 17 août 1952      | Pays-Bas      |                                      |
| Jos Lammertink                             | 28 mars 1958      | Pays-Bas      |                                      |
| Heddie Nieuwdorp                           | 28 mars 1956      | Pays-Bas      |                                      |
| Herman Ponsteen                            | 27 mars 1953      | Pays-Bas      |                                      |
| Jos Schipper                               | 10 juin 1951      | Pays-Bas      | Marc-Carlos-V.R.D.-Woningbouw (1980) |
| Dag Selander                               | 21 novembre 1965  | Norvège       |                                      |
| Johan van der Meer                         | 16 novembre 1954  | Pays-Bas      |                                      |
| Wies van Dongen                            | 8 octobre 1957    | Pays-Bas      |                                      |
| Jacques van Meer                           | 18 mai 1958       | Pays-Bas      |                                      |
| Ad Van Peer                                | 31 août 1955      | Pays-Bas      |                                      |
| Jan van Tilborg                            | 25 mai 1953       | Pays-Bas      |                                      |
| Mario van Vlimmeren                        | 10 juin 1958      | Pays-Bas      |                                      |
| Hans Vonk                                  | 15 août 1959      | Pays-Bas      |                                      |
| Peter Zijerveld                            | 16 mars 1955      | Pays-Bas      |                                      |
|                                            |                   |               |                                      |
| Sources : ProCyclingStats Cycling Archives |                   |               |                                      |